# Großküchenschiff
Das Großküchenschiff war ab 1944 Bestandteil des zivilen Katastrophenschutzes und Bestandteil der nationalsozialistischen Infrastruktur in deutschen Großstädten mit schiffbaren Kanälen oder Flüssen.

## Entwicklung
Nach den Bombenangriffen der Alliierten musste die ausgebombte Bevölkerung mit ausreichender Verpflegung versorgt werden. Diese Aufgabe realisieren bis 1944 mobile Wehrmachtsküchen und Züge der Deutschen Reichsbahn. Die Organisation lag in den Händen der deutschen Arbeitsfront und bei der NS-Volkswohlfahrt, die mit Hilfsmannschaften die Beköstigung der Bedürftigen übernahmen.
Durch die Intensivierung der Luftangriffe mussten neue Möglichkeiten genutzt werden, die besonders in solchen Städten mit zahlreichen Wasserstraßen realisiert werden konnten, da erfahrungsgemäß Schiffe einer größeren Zerstörung entgehen konnten.
Ausflugsschiffe mit Dieselmotor eigneten sich besonders gut zum Umbau als Großküchenschiff.
Die Großküchen bestanden hauptsächlich aus Kochkesseln und einer größeren kalten Küche, Kühleinrichtungen und Lagerräumen. Teilweise konnten bis zu 10.000 Portionen warmes Essen auf den Schiffen zubereitet werden. Es wurden hauptsächlich Eintöpfe wie Erbsensuppe, Kartoffel- und Rübensuppe und fleischarme Löffelgerichte mit Vollsoja gekocht. Zum Kochprogramm gehörten weiterhin Nudelgerichte und süße Gerichte.
Die freiwilligen Helfer unterstützten das Stammpersonal bei der Zubereitung von bis zu 20.000 Butterbroten, sodass das Versorgungsschiff im Augenblick seiner Ankunft in der Lage war, den Opfern des verheerenden Krieges Hilfe zu bringen.
Das Personal war angewiesen, bei Luftalarm mit dem Zubereitungsprozess der Speisen zu beginnen und nach der Anfahrt die Verteilung und Portionierung zu organisieren.
Die Schiffe wurden in Leichtbauweise konzipiert, da der Einsatz auch in Kanälen mit geringem Wasserstand möglich sein sollte.
Trinkwasser, Brot, Besteck, Kaffeeersatz, Tee, Wärmebehälter gehörten genauso zur Grundausrüstung, wie Frischgemüse, Konserven und Wurst.
Der Einsatz der Großküchenschiffe erfolgte u. a. in Berlin, auf dem Rhein und im Ruhrgebiet.
„Durch Luftangriffe und Evakuierungsmaßnahmen wurden immer mehr Menschen von der Gemeinschaftsverpflegung abhängig, weil die private Küche zerstört oder die Ehefrauen, zur damaligen Zeit die selbstverständliche Ernährerin der Familie, evakuiert war.“